# Gare de Hauketo
La gare de Hauketo est une gare ferroviaire norvégienne de la ligne d'Østfold, située à Hauketo, quartier de la commune d'Oslo.
Mise en service en 1925, c'est une halte ferroviaire de la Norges Statsbaner (NSB). Elle est distante de 8,68 km de la gare centrale d'Oslo.

## Situation ferroviaire
Établie à 63,7 m d'altitude, La halte de Hauketo est située sur la ligne d'Østfold, entre les gares de Ljan et de Holmlia.

## Histoire
La station de « Hauketo » est mise en service le 15 février 1925. Elle est fermée le 29 septembre 1980 et de nouveau ouverte le 10 octobre 1984, avec le statut de halte ferroviaire.

## Service des voyageurs

### Accueil
C'est une halte ferroviaire sans personnel. Elle dispose notamment, d'automates pour l'achat de titres de transport, de deux abris sur un quai et un abri sur l'autre.

### Desserte
Hauketo est desservie par des trains locaux en direction de Skøyen, ou Lysaker, et de Ski.

### Intermodalités
Un parking, de 160 places, pour les véhicules et un parc à vélo y sont aménagés. 
Elle est desservie par les lignes de bus qui y ont un arrêt ou leur terminus : lignes, 76 (Hauketo Stasjon - Helsfyr T), 77 (Holmlia Stasjon – Bjørndal), 79 (Holmlia Stasjon – Grorud T), 81A (Greverud Kirke – Nationaltheatret), 81B (Ødegården – Nationaltheatret) et F4 (Flybussekspressen Ski - Gardermoen).

## Galerie de photographies

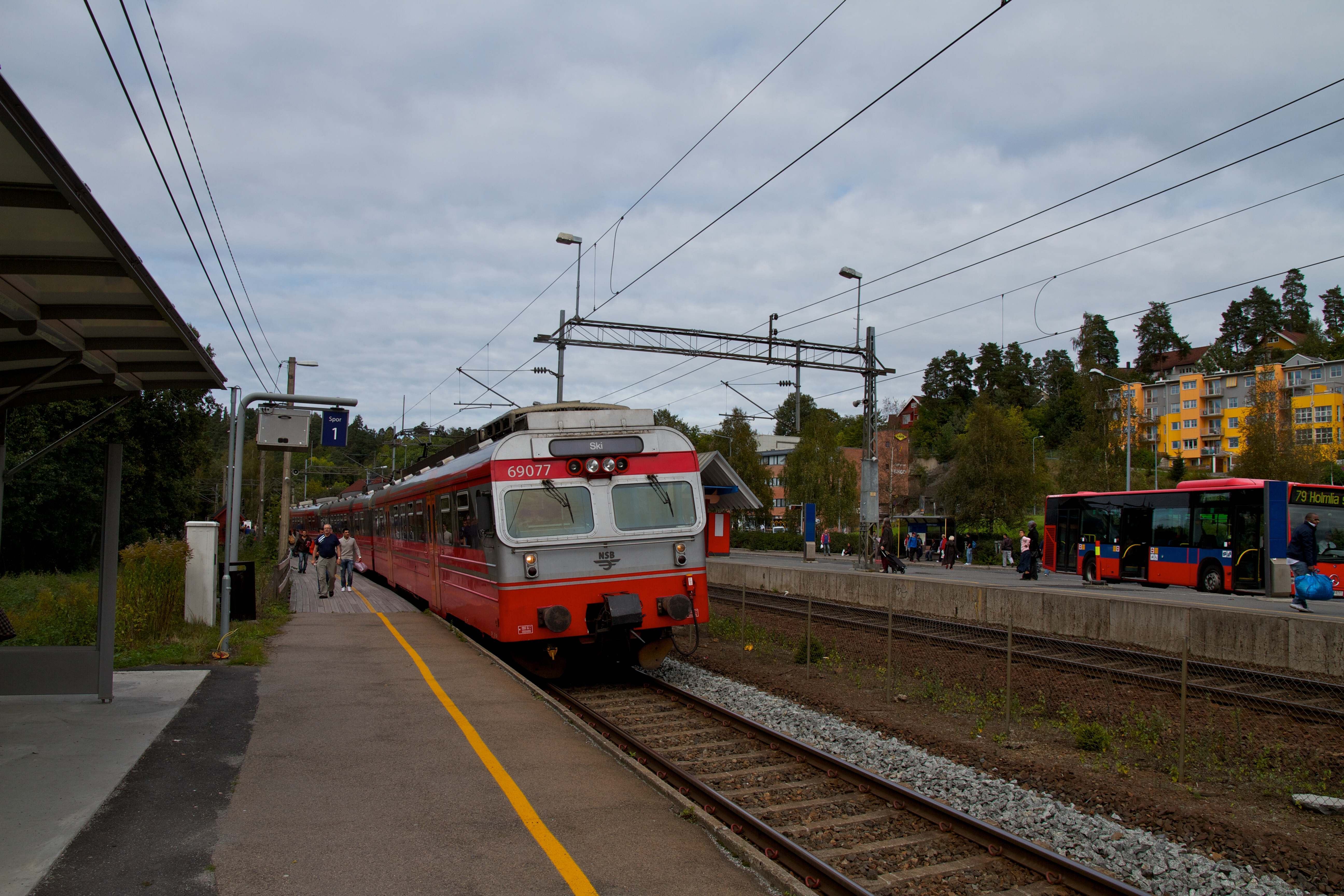
Train en gare en 2011.
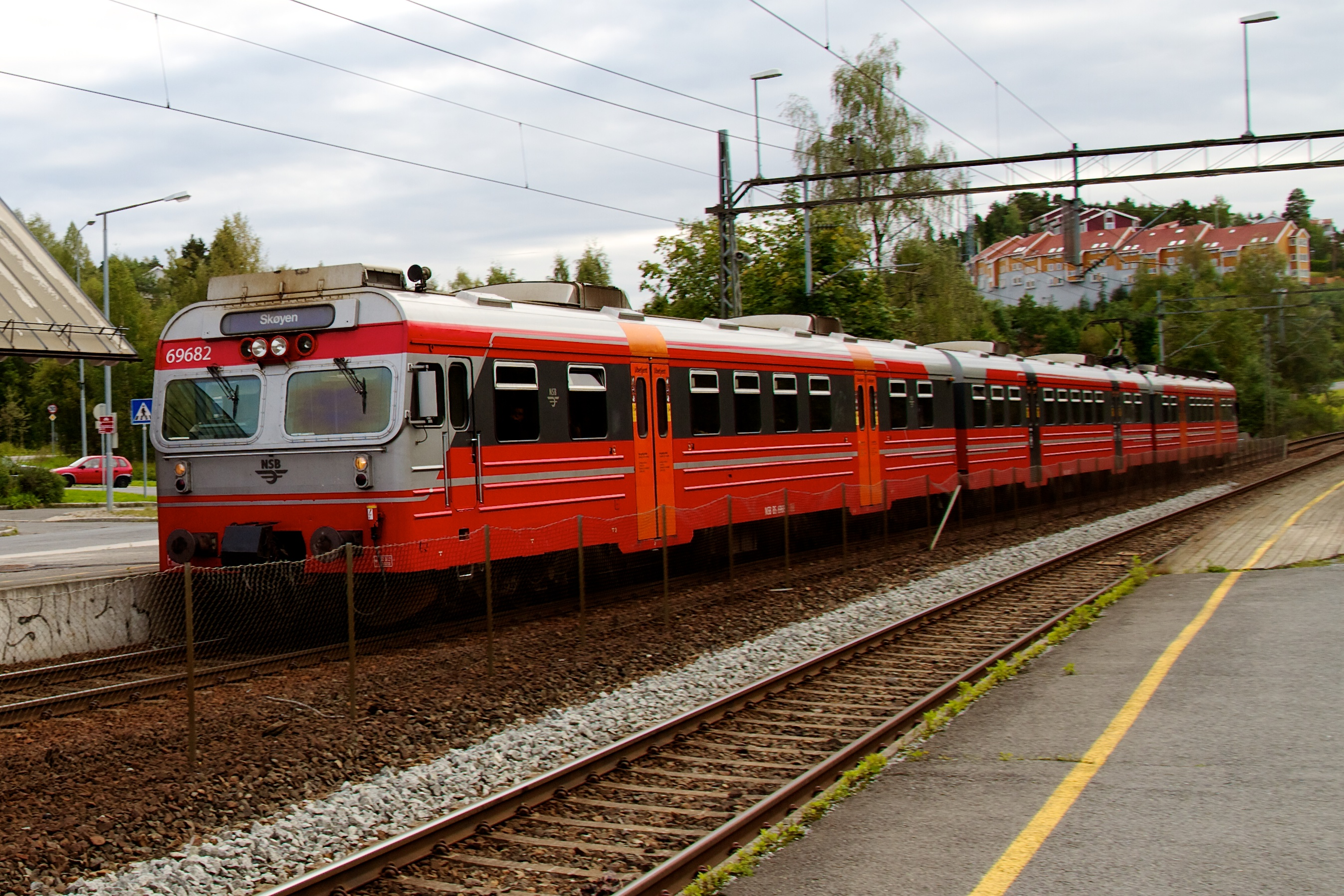
Train en gare en 2011.